# Antibooker
Premio Antibooker (Антибукер, en ruso) se otorgó entre 1995 y 2001. El premio fue instituido por el periódico Nezavísimaia gazeta, con dinero del empresario Borís Berezovski. Su nombre hacía referencia en contraposición al Premio Booker ruso, uno de los principales premios literarios rusos, que está inspirado en el Premio Booker. 
El importe del premio Antibooker debía superar en al menos un dólar al premio Booker ruso y, a diferencia de este, no debía estar limitado a novelas, sino que contaría con otras cuatro categorías: poesía, dramaturgia, crítica literaria y memorias. Debía premiar exclusivamente a los trabajos del año en curso.

## Lista de galardonados con el Premio Antibooker
- 1995 - Aleksei Varlamov, Nacimiento (Рождение) (novela corta)
- 1996 - Dmitri Bakin (seudónimo), El país del origen (Страна происхождения) (novelas cortas)
  - - Sergei Gandlevski, La fiesta (Праздник) (poesía)
  - - Ivan Saveliev, Viaje al borde (Путешествие на краю) (pieza de teatro)
- 1997 - Dmitri Galkovski, Сallejón sin salida y fin (Бесконечный тупик) (novela) - Dmitri Galkovski declinó el premio
  - - Timur Kibirov, Paráfrasis (Парафразис) (poesía)
  - - Oleg Bogaiev, El correo ruso popular (Русская народная почта) (pieza de teatro)
  - - Aleksandr Goldstein, Adiós a Narciso (Прощание с нарциссом) (crítica literaria)
- 1998 - Andrei Volos, Jurramabád (Хуррамабад) (novela)
  - - Maksim Amelin, ciclo poético Tras de Sumarokov con el olivo de victoria (За Сумароковым с победною оливой) (poesía)
  - - Maksim Kurochkin, Voluntad de hierro (Стальова воля) (pieza de teatro)
  - - Oleg Davydov, El demonio de Solzhenitsyn (Демон Солженицына) (crítica literaria)
  - - Emma Gershtein, Memorias (memorias y ensayos)
  - - Marina Tarkovski, Trozos del espejo (Осколки зеркала) (memorias y ensayos)
- 1999 - ningún libro de prosa fue galardonado
  - - ningún libro de poesía fue galardonado; premio accésit - Boris Ryzhi, From Sverdlovsk with love
  - - Evgeni Grishkovets, Notas del viajero ruso e Invierno (Записки русского путешественника, Зима) (piezas de teatro)
  - - Pavel Basinski, (crítica literaria)
  - - Aleksandr Ivanchenko, El baño del caballo rojo (poema sin héroes),  (Купание Красного коня (поэма без героев))
- 2000 - Borís Akunin La coronación, o El último de los Romanov (Коронация, или Последний из РОМАНОВ) (novela)
  - - Bajyt Kenzheiev, Soñada cerca de la madrugada (Снящаяся под утро) (poesía)
  - - Vasili Sigarev, Cera de modelar (Пластилин) (pieza de teatro)
  - - Evgeni Yermolin, (crítica literaria)
  - - Aleksei Filippov , El diario de la desesperación y esperanza (Дневник отчаяния и надежды)